# Kragulj (rod)
Kragulj (znanstveno ime Accipiter) je rod ptic ujed iz družine kraguljev.

## Vrste
- A (majhne vrste): Skobci
  - Accipiter badius (Šikra) ali Skobec šikra
  - Accipiter bicolor (Dvobarvni skobec)
  - Accipiter brachyurus (Trobarvni skobec)
  - Accipiter brevipes (Kratkonogi skobec ali Kratkoprsti skobec, tudi Balkanski skobec)
  - Accipiter butleri (Nikobarski skobec)
  - Accipiter erythropus (Rdečenogi skobec)
  - Accipiter gularis (Mali skobec)
  - Accipiter madagascariensis (Madagaskarski skobec)
  - Accipiter minullus (Pritlični skobec)
  - Accipiter nanus (Selebeski skobec)
  - Accipiter nisus (Navadni skobec ali Dolgoprsti skobec)
  - Accipiter soloensis (Žabji skobec)
  - Accipiter striatus (Progasti skobec)
  - Accipiter virgatus (Skobec besra)
- B (velike vrste): Kragulji
  - Accipiter cooperii (Cooperjev kragulj)
  - Accipiter gentilis (Kragulj)
  - Accipiter griseiceps (Sivoglavi kragulj)
  - Accipiter hapolochrous (Belotrebuhi kragulj)
  - Accipiter henstii (Madagaskarski kragulj)
  - Accipiter melanochlammys (Črnoplašči kragulj)
  - Accipiter melanoleucus (Črnobelii kragulj)
  - Accipiter meyerianus (Papujski kragulj)
  - Accipiter poliocephalus (Sivoglavi kragulj)
  - Accipiter poliogaster (Sivotrebuhi kragulj)
  - Accipiter rufitorques (Fidžijski kragulj)
  - Accipiter tachiro (Afriški kragulj)
  - Accipiter trivirgatus (Čopasti kragulj)